# Casa Torres de Bages - Argullol
La Casa Torres de Bages - Argullol és un edifici del municipi de Manresa (Bages) protegit com a bé cultural d'interès local.

## Descripció
És un gran casal construït al segle xviii seguint la tipologia barroca. D'àmplia parcel·la, amb façana a dos carrers i adossat per un lateral, consta de planta baixa i dos pisos amb golfes. Es tracta d'un edifici de planta rectangular, amb la façana principal oberta a la plaça de Valldaura, amb quatre obertures d'esquema vertical per planta, ordenades quasi simètricament. A la planta baixa, el portal dona accés a un vestíbul del qual arranca l'escala i dona lloc a un pati de llum cobert.
Les obertures de la planta baixa són un arc rebaixat, i les de les plantes superiors són allindanades. Els paraments són arrebossats i hi ha pedra de fil motllurada als brancals i els arcs de la planta baixa.

## Història
L'edifici, datat el 1773 a la llinda del balcó del primer pis, va ser construït com a residència dels Torres de Bages, una família noble de la ciutat, i els Argullol, de la nova burgesia lligada al comerç de la seda.